# Discrimination éducationnelle

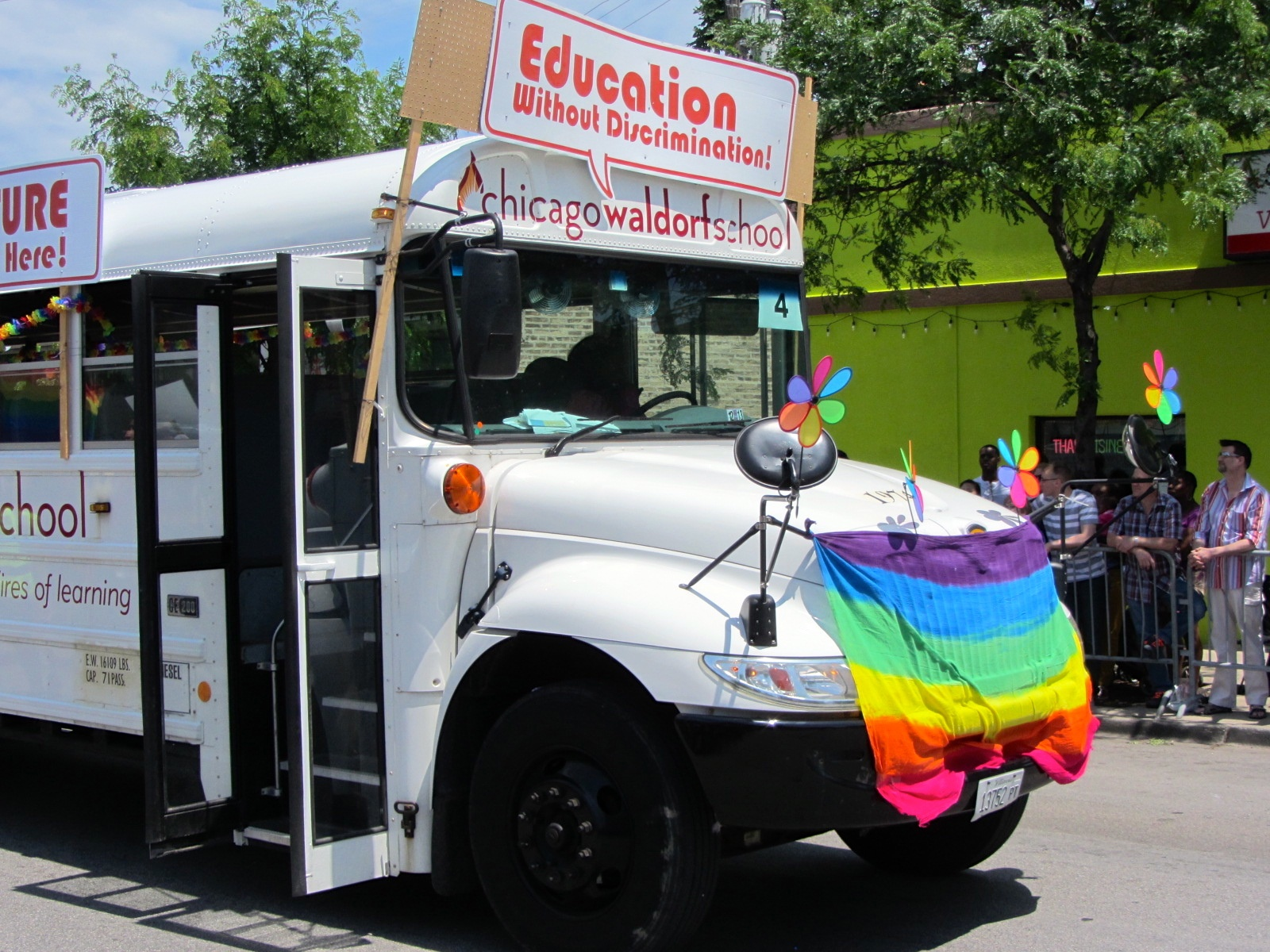
La discrimination liée aux LGBTQ+, un type de discrimination dans l'éducation.

La discrimination éducationnelle,  est le fait de ne pas avoir accès à l'éducation scolaire pour divers motifs, racistes. Ce qui est contraire aux droits de l'homme  et aux droits de l'enfant (article 28).
La discrimination éducationnelle est le fait qu’il existe des inégalités d’accès à l’éducation scolaire pour tous. Celles-ci peuvent être directes, c’est-à-dire visibles, tout comme indirectes. Les raisons peuvent être d’ordre social, culturel et économique. On peut citer comme exemple de critères d’exclusion : le genre(Genrisme), l’âge(Âgisme), le handicap(Capacitisme), l’origine ethnique, national, ou continentale etc.(Racisme, Ethnophobie, Xénophobie etc.) ou encore la religion etc.
Le droit à l’éducation est inscrit dans l'article 26 de la Déclaration Universelle des Droits de l'Homme  et dans l'article 29 de la Convention Internationale des droits de l’Enfant.
La discrimination éducationnelle porte donc atteinte aux droits humains fondamentaux. Par conséquent, la lutte des discriminations dans l’Éducation est une préoccupation politique dans les instances internationales (Convention concernant la lutte contre la discrimination dans le domaine de l’enseignement par l’UNESCO adoptée le 14 décembre 1960) et les instances européennes (études et rapports du Conseil de l’Europe).
D’autre part, les termes abordant la notion de lutte contre les phénomènes d’exclusion dans l’Éducation diffèrent selon les territoires. Ainsi, le terme « discrimination » est d’usage anglophone (discrimination in education). Tandis qu’en France, le sujet étant traité sous l’angle des classes sociales, il est plus couramment désigné sous l’appellation d’inégalités d'accès, qui sous-entend qu'il s'agit d'une question d'inégalités sociales.

## La discrimination éducationnelle dans le monde

### Discrimination éducationnelle en France
La discrimination dans l’accès à l’éducation peut être causée par plusieurs critères. En France, on reconnaît dans la loi relative à la lutte contre les discriminations une liste de critères de discrimination qui comprend entre autres l’âge, le sexe, le handicap, l’orientation sexuelle, et l’appartenance (réelle ou postulée) à une ethnie en particulier.
En France, on n’utilise pas forcément le terme de « discrimination », dans la mesure où celui-ci implique l’existence de communautés ; or la loi française ne reconnaît que des individus, on parle donc d’« inégalités » dans l’accès à l’école ou l’enseignement supérieur. La notion de lutte contre les inégalités va de pair avec le principe d’égalité des chances : pour rendre cette dernière effective, des réformes ont été menées depuis les années 1980. Elles visent par exemple à repousser le moment des choix d’orientation (comme la tentative de mise en place du collège unique), ou se donner des objectifs de résultats (les lois successives sur l’éducation prioritaire comme la loi Savary, loi Jospin pour l’accès à l’enseignement supérieur).
Bourdieu et Passeron avaient montré dès 1964 le rôle de l’institution scolaire dans la reproduction des inégalités ; de plus celles-ci ont tendance à se cumuler au cours de la scolarité, jusqu’à l’enseignement supérieur : inégalités de genre, sociales, ethniques, géographiques, culturelles. Ainsi, les résultats scolaires au lycée, influencés par les inégalités citées, conditionnent l’obtention du baccalauréat, et celui-ci joue sur l’entrée dans le supérieur. Il permet ainsi, selon son origine sociale, de compenser des résultats faibles ou de valoriser encore davantage ses bons résultats.
En ce qui concerne l’accès aux classes préparatoires (CPGE) et aux grandes écoles, on observe des inégalités sociales, ethniques et de genre. Les politiques pour égaliser l’accès à l’enseignement supérieur ne parviennent pas forcément à faire reculer ces inégalités, par exemple de genre et géographiques : les CPGE restent plus accessibles aux garçons et les filières sélectives aux urbains.

### Discrimination éducationnelle aux États-Unis
Actuellement, il n'y a aucune loi dans la Constitution des États-Unis qui garantit le droit fondamental à l'éducation pour tous les citoyens. En 1964, pendant le mouvement des droits civiques, le gouvernement fédéral a mis en place une loi qui protège les citoyens contre la discrimination dans l'éducation sur la base de la race, de l'origine nationale, du sexe et du handicap.
Les statistiques montrent que malgré l'existence de cette loi, il existe un fossé racial entre les élèves des écoles américaines. Entre les années 2000 et 2017, environ 51% des élèves des écoles publiques étaient blancs, tandis que seulement 14% étaient noirs, 25% étaient hispaniques et 10% étaient un mélange d'étudiants asiatiques et amérindiens. Le fossé n'est pas seulement racial mais aussi économique, en 2016 31% des enfants noirs et 26% des enfants hispaniques de moins de 18 ans vivaient dans la pauvreté. Ces chiffres contrastent fortement avec les seulement 10% d'étudiants blancs et 10% d'étudiants asiatiques vivant dans les mêmes conditions économiques .
La pauvreté est corrélée à l'accès à l'éducation si l'on tient compte du fait que les étudiants issus de familles à faibles revenus ont moins de chances d'être dans des écoles bien financées, disposant de ressources suffisantes et offrant des cours avancés.
Les familles des minorités raciales sont affectées de manière disproportionnée par la pauvreté et les étudiants des minorités raciales sont plus susceptibles d'être soumis à des tactiques disciplinaires abusives et dégradantes comme par exemple une surveillance ciblée excessive de la part des policiers. En raison de ces obstacles institutionnels, les étudiants issus de minorités sont plus susceptibles d'abandonner l'école avant d'obtenir un diplôme d'études secondaires.

### Discrimination éducationnelle en Russie
Le droit à l'éducation est un principe fondamental garanti par la Constitution de la fédération de Russie, dans le chapitre 2, article 43 qui mentionne : « l'accès général à l'enseignement pré-scolaire, élémentaire général et secondaire, professionnel ainsi que sa gratuité sont garantis dans les établissements d'enseignement d'État, municipaux, et les entreprises. ».
Pourtant, de nombreux facteurs influencent la qualité de l'éducation, qu'il s'agisse de la sélection des élèves, de la taille des infrastructures, du type d'établissements, ou encore de la qualification des enseignants[réf. souhaitée].
Historiquement, l'éducation russe était adaptée pour deux catégories : la future élite, et la population générale. Toutefois, l'un des objectifs de l'Union Soviétique était l'égalité éducative du peuple. Ainsi, des conditions égalitaires ont été créées pour toute la population, à l'exception des établissements élitistes. Cet aspect historique est toujours d'actualité. En effet, 72% des établissements de haute qualité, tels que les Gymnasiums, pratiquent la sélection dès l'école primaire par un entretien d'accès. Il en va de même pour 52% des établissements situés dans les quartiers considérés comme privilégiés.
L'éducation connut un grand bouleversement durant les années 1990. Beaucoup d'enseignants durent se réorienter professionnellement. Cela a créé une importante disparité régionale en termes d'éducation. De surcroît, la Russie est un grand pays où les conditions de vie varient considérablement selon la géographie des territoires. Dès lors, certains territoires rencontrent des difficultés majeures pour attirer les enseignants qualifiés. Il en découle un écart important d'accès à l'éducation de qualité entre les zones rurales et les zones citadines. Cet écart est aussi creusé par les familles qui préfèrent déménager vers la ville plutôt que chercher des professeurs qualifiés.

### Canada

#### Communautés autochtones
Au Canada, les peuples autochtones sont traditionnellement sous-scolarisés en raison du régime discriminatoire des pensionnats autochtones autrefois établi en vertu de la Loi sur les Indiens.
De manière générale, les gouvernements centraux du Canada ont parfois de la difficulté à affecter des ressources dans les régions éloignées, peu importe l'origine ethnique des citoyens ; or, la plupart des peuples autochtones vivent dans des régions éloignées. D'autre part, certaines communautés autochtones vivent dans des conditions qui s'apparentent à celles du tiers-monde et elles ont même parfois des difficultés avec l'accès à l'eau potable.

#### Québec
Au Québec, différents rapports et études font état d'un système d'éducation à trois vitesses. Le rapport de 2017 du Conseil supérieur de l'éducation fait état de trois déséquilibres: l'école à trois vitesses, des écoles plus ou moins inclusives et des modalités de scolarisation plus ou moins inclusives. Le mouvement « L'école ensemble » a déposé une plainte à l'Organisation des Nations unies à cet sujet et l'ONU a accepté de mener une enquête.
Bien que la discrimination éducationnelle n'est pas un motif de discrimination énuméré à l'article 10 de la Charte des droits et libertés de la personne, cela pourrait théoriquement être la conséquence d'autres motifs de discrimination prévus à la Charte. Dans ce cas, il s'agirait de faire la preuve prépondérante que la discrimination éducationnelle est la conséquence d'une discrimination fondée sur la condition sociale ou de tout autre motif énoncé à la Charte.

### Suisse
Rapport suisse sur l'égalité des chances au sein de son système éducatif.

## Sources
1. ↑  « Convention concernant la lutte contre la discrimination dans le domaine de l'enseignement », sur ohchr.org (consulté le 11 février 2018).
2. ↑  « Convention concernant la lutte contre la discrimination dans le domaine de l'enseignement 1960 », sur fr.unesco.org (consulté le 11 février 2018).
3. ↑  (en) « Discrimination in Education », sur childlawadvice.org.uk (consulté le 11 février 2018).
4. ↑  (en) « Overview of discrimination in education », sur citizensadvice.org.uk (consulté le 11 février 2018).
5. ↑  « Le droit à l'éducation », sur fr.unesco.org (consulté le 11 février 2018).
6. ↑  « Convention relative aux droits de l'enfant », sur ohchr.org (consulté le 11 février 2018).
7. ↑  « Convention relative aux droits de l'enfant », sur OHCHR.org, 12 juillet 2021.
8. ↑  « LOI n°2001-1066 du 16 novembre 2001 relative à la lutte contre les discriminations », sur legifrance.gouv.fr (consulté le 5 avril 2022).
9. ↑  Rémi Thibert, « Discriminations et inégalités à l’école », Dossiers de veille de l'IFÉ,‎ 2014, article no 90
10. 1 2 3  Magali Jaoul-Grammare, « Les inégalités d’accès dans l’enseignement supérieur français depuis 1998 : beaucoup de réformes pour des résultats mitigés. », Éducation et socialisation. Les Cahiers du CERFEE, no 58,‎ 4 décembre 2020 (ISSN 0992-3705, DOI 10.4000/edso.13167, lire en ligne, consulté le 27 mars 2022)
11. ↑  Estelle Herbaut, « Les inégalités d’accès à l’enseignement supérieur français », Revue française de sociologie, vol. 60, no 4,‎ 2019, p. 535 (ISSN 0035-2969 et 1958-5691, DOI 10.3917/rfs.604.0535, lire en ligne, consulté le 27 mars 2022)
12. 1 2 3 4  (en) « Minority Access to Education in the United States », sur American Civil Liberties Union (consulté le 27 mars 2022).
13. ↑  de Brey, Cristobal, author., Status and trends in the education of racial and ethnic groups, 2018, U.S. Department of Education, National Center for Education Statistics, Institute of Education Sciences, 2019 (OCLC 1289783241, lire en ligne)
14. ↑  « Chapitre 2. Les Droits et Libertes de L'homme et du Citoyen | Constitution de la fédération de Russie », sur constitution.ru (consulté le 5 avril 2022).
15. ↑  (ru) Пинская, М. А., Косарецкий, С. Г., Ястребов, Г. А., & Груничева, И. Г, « Доступ к образованию: оценка ситуации в России », Народное образование, no 7,‎ 2013
16. ↑  Pierre Lepage, Mythes et réalités sur les peuples autochtones, Québec, Commission des droits de la personne et des droits de la jeunesse, 2009, 88
17. ↑  Le Devoir 7 décembre 2016. « Les écoles autochtones sont moins financées ». En ligne. Page consultée le 2021-04-17
18. ↑  La Presse. 10 mars 2021. « Encore 38 communautés autochtones sans eau potable au pays ». En ligne. Page consultée le 2021-04-17
19. ↑  L'Aut'Journal
20. ↑  Rapport du Conseil supérieur de l'éducation : « Pour une école riche de tous ses élèves ».
21. ↑  Radio- Canada / La Presse canadienne. 25 mars 2020. « L'ONU s'enquiert de l'école québécoise « à trois vitesses » ». En ligne. Page consultée le 2021-04-07
22. ↑  Charte des droits et libertés de la personne, RLRQ c C-12, art 10, <https://canlii.ca/t/19cq#art10 [archive]>, consulté le 2021-04-07
23. ↑  « Etudes + rapports | 37B ÉQUITÉ – DISCRIMINATION ET ÉGALITÉ DES CHANCES AU SEIN DU SYSTÈME ÉDUCATIF Migration et origine sociale », sur edudoc.ch (consulté le 11 février 2018).